# Истарске топлице
Истарске топлице, раније позната као Терма Санто Стефано је термална бања која се налази у централном делу Истре у селу Градиње. Стационирана је 11 км југозападно од града Бузета у кањону реке Мирне.

## Опште информације
Вода у овом подручју садржи високу количину сумпора, а од укупно 13 минерала највише садржи [натријум]а, калцијума и хлора. У оквиру бање налази се и лечилиште Свети Стјепан где се лече болести дисајних органа и реуматске болести, као и неке хроничне болести рла. Лечење се обавља купкама, инхалацијама, стављањем облога, физикалном терапијом и другим методама.
Терме на овом простору познате су још из античког доба, а на овом простору пронађен је римски новац, накит и натписи на камену. Терме се спомињу од 17. века под именом „Терме Санто Стефано”. Прва анализа воде овог подручја одрађена је у 19. веку, након чека је подигнуто лечилиште, односно две дрвене зграде. Током Другог светског рата здања су уништена, а у периоду од 1956. до 1960. године лечилиште је обновљено и проширено.
Истарске топлице приватизоване су 1996. године, а такође су познате по налазима белог тартуфа. На стени изнад извора налази се рушевина старе цркве.